# Kristoffer Brun
Kristoffer Brun (ur. 7 kwietnia 1988 w Bergen) – norweski wioślarz.

## Osiągnięcia
- Mistrzostwa świata U-23 – Glasgow 2007 – jedynka wagi lekkiej – 14. miejsce.
- Mistrzostwa Europy – Poznań 2007 – dwójka podwójna wagi lekkiej – 9. miejsce.
- Mistrzostwa świata U-23 – Račice 2009 – dwójka podwójna wagi lekkiej – 8. miejsce.
- Mistrzostwa Europy – Montemor-o-Velho 2010 – dwójka podwójna wagi lekkiej – 9. miejsce.
- Mistrzostwa Europy – Sewilla 2013 – dwójka podwójna wagi lekkiej – 2. miejsce
- Mistrzostwa świata – Chungju 2013 – dwójka podwójna wagi lekkiej – 1. miejsce
- Mistrzostwa Europy – Belgrad 2014 – dwójka podwójna wagi lekkiej – 3. miejsce
- Mistrzostwa świata – Amsterdam 2014 – dwójka podwójna wagi lekkiej – 3. miejsce